# توماس هاتشينز
توماس هاتشينز (بالإنجليزية: Thomas Hutchins)‏ ـ (نحو سنة 1742 ـ 7 يوليو 1790) هو طبيب وعالم طبيعيات بريطاني.
في سنة 1775، أجرى هاتشينز أبحاثًا أولية عن نقطة تجمد الزئبق، حيث اكتشف أن المشكلة التي كانت تواجهها المحاولات السابقة لتحديد نقطة تجمد الزئبق كانت بسبب التغير الفجائي في حجم الزئبق في الترمومتر أثناء تغير حالته، فقام بتصميم جهاز يساعده على القياس بشكل أفضل، وبعد عدة تجارب دقيقة أجراها بين عامي 1779 و1782، تمكن هاتشينز من تحديد نقطة تجمد الزئبق بدرجة −39 درجة فهرنهايت. وقد أهّله هذ العمل، الذي امتدحه هنري كافنديش، للحصول على وسام كوبلي من الجمعية الملكية سنة 1783، بالاشتراك مع جون غودريك (الذي ناله لسبب مختلف).
في سنة 1784، انتُخب زميلًا للجمعية الملكية في إدنبرة بترشيح من جون ماكغوان وجون روبيسون وجون ووكر.
سمي الإوز الثرثار باسمه العلمي Branta hutchinsii نسبة إلى توماس هاتشينز.